# Hieracium pleuroleucum
Hieracium pleuroleucum là một loài thực vật có hoa trong họ Cúc. Loài này được (Dahlst.) Üksip mô tả khoa học đầu tiên năm 1960.